# 王念
王念（1482年—？），字廷璽，號滦涯，直隸永平府遷安縣人，民籍，明朝政治人物。

## 生平
弘治十四年（1501年）辛酉科順天府鄉試第三十四名舉人。正德六年（1511年）中式辛未科會試第三百十九名，登第二甲第四十四名進士。历任南京礼部郎中，出為江西九江府知府。

## 家族
曾祖王斌；祖父王政，曾任巡檢贈監察御史；父王和，曾任巡檢司□□。前母高氏（封孺人）；母馬氏 （封孺人）。慈侍下。